# Palazzo Monplaisir
Il Palazzo Montplaisir è uno dei palazzi che compongono il complesso della reggia di Peterhof, fatto erigere dallo zar Pietro il Grande, su progetto dell'architetto Johann Braunstein nel 1714. Pietro il Grande riceveva qui gli ospiti, che non potevano sottrarsi alle forti libagioni. Anche se non sfarzosi come quelli del Gran Palazzo, gli interni del palazzo Montplaisir sono altrettanto notevoli, in particolare la sala cerimoniale, rivestita in legno. Questo complesso si affaccia direttamente sul Golfo di Finlandia. 
Al palazzo è associato uno splendido giardino.